# بينديكت كروغ
بينديكت كروغ هو لاعب كرة قدم ألماني، ولد في 7 فبراير 1995 في ألمانيا.

## وصلات خارجية
- بينديكت كروغ على موقع قاعدة بيانات كرة القدم.إي يو (الإنجليزية)
- بينديكت كروغ على موقع بيانات كرة القدم. دي إي (الألمانية)
- بينديكت كروغ على موقع Soccerbase.com (لاعب) (الإنجليزية)
- بينديكت كروغ على موقع Soccerway.com (الإنجليزية)
- بينديكت كروغ على موقع عالم كرة القدم.نت (الإنجليزية)